# A Faithful Servant
A Faithful Servant è un cortometraggio muto del 1913 diretto da Maurice Costello.

## Produzione
Il film fu prodotto dalla Vitagraph Company of America e venne girato a Venezia.

## Distribuzione
Distribuito dalla General Film Company, il film - un cortometraggio in una bobina - uscì nelle sale cinematografiche statunitensi il 5 agosto 1913.